# Paecilomyces variotii
Paecilomyces variotii är en svampart som beskrevs av Bainier 1907. Paecilomyces variotii ingår i släktet Paecilomyces och familjen Trichocomaceae.  Utöver nominatformen finns också underarten antibioticus.

## Källor